# Края (Німеччина)
Края (нім. Kraja) — громада в Німеччині, розташована в землі Тюрингія. Входить до складу району Нордгаузен.
Площа — 4,37 км2. Населення становить Невірний параметр metadata 16 062 029 ос. (станом на 31 грудня 2021).